# 迈克尔·道森 (足球运动员)
迈克尔·理查德·道森（英語：Michael Richard Dawson，1983年11月18日—），生於英格兰北约克郡北阿勒顿，是一位英格兰职业足球运动员，司职中堅。

## 球會生涯
1997年12月多遜於14歲之齡與兩名哥哥安迪·道森及奇雲（Kevin Dawson）一同加盟诺丁汉森林青訓系統。於2005年1月31日與安迪·列特一同離隊加盟英超球會托特纳姆热刺。
道森为托特纳姆热刺队攻入的首球是2006年11月5日在白鹿巷球场中2-1击败切尔西时射入扳平比分的进球。在羅比·堅尼外借離隊期間，多遜暫代隊長職務。
2014年8月26日，於效力热刺長達九年後，多遜轉投另一支英超球隊侯城，據報身價為350萬英鎊，簽約三年。
道森于2018年5月30日与英冠俱乐部诺丁汉森林签约，合同为期两年。

## 國家隊生涯
多遜曾經是英格蘭U21以及英格蘭B隊成員，至今為英格蘭國家隊扳甲上陣3次。
09/10賽季，多遜為球會整季上陣38次而且表現穩定，故此獲英格蘭領隊卡比路選入備戰南非世界盃的30人臨時名單。不過多遜在入選後於兩場分別對墨西哥和日本的熱身賽上都沒有被安排上陣，成為最後被排除在23人正式名單以外的7位落選球員之一。多遜在熱刺的領隊哈利·列納對此炮轟卡比路，認為對方沒有給予像多遜和柏加這些邊緣球員足夠的尊重。
2010年6月4日，里奧·費迪南在抵達南非後的首次操練的尾聲與希斯基碰撞而受傷退隊後，卡比路宣佈補選多遜入隊。

## 榮譽
熱刺
- 英格蘭聯賽盃冠軍：2007/08年；